# Nuku-Hivamonarch
De Nuku-Hivamonarch (Pomarea nukuhivae) is een uitgestorven zangvogel  uit de familie Monarchidae (monarchen).

## Verspreiding en leefgebied
Deze soort was endemisch op Nuku Hiva, een eiland van de Marquesaseilanden.